# Ildefons Manfred Fux
Ildefons Manfred Fux OSB (* 1939 als Manfred Fux in Wien) ist ein österreichischer Benediktiner und Priester.

## Leben
Fux studierte Theologie und wurde nach seiner Promotion 1969 zum Priester geweiht. 1975 trat er in die Benediktinerabtei Göttweig  ein und nahm den Ordensnamen Ildefons an. Ab 1987 wirkte er als Bischofsvikar der Erzdiözese Wien und leitete später auch das Erzbischöfliche Referat für Selig- und Heiligsprechungen. Er war Spiritual im Kloster Marienfeld und Kirchenrektor in Wien III. Nach seiner Exklaustration aus der Abtei Göttweig 1998 wurde er 2004 in die Diözese St. Pölten inkardiniert. Er lehrte von 2001 bis 2007 Spirituelle Theologie an der PTH St. Pölten. Im Priorat St. Josef in Maria Roggendorf wurde er 2006 als Benediktiner wieder unter dem Ordensnamen Ildefons eingekleidet. Seine Forschungsschwerpunkte sind die Herz-Jesu-Verehrung und die Hagiographie. 
In seinem Buch Victor qvia victima. Wie man einen Bischof zu Fall bringt beschäftigt sich Fux mit dem Skandal um Erzbischof Hans Hermann Groër, der nach Vorwürfen des sexuellen Missbrauchs von Schülern des Knabenseminars Hollabrunn 1995 als Vorsitzender der Österreichischen Bischofskonferenz zurückgetreten war. Fux verteidigte auf der Homepage von Bischof Kurt Krenn den beschuldigten Groër, sprach von „Kampagnen“, die gegen ihn abliefen, und schrieb darüber hinaus, dass vieles an Groërs Schicksal „an die Leidensgeschichte Christi“ erinnere.

## Schriften (Auswahl)
- Geschichte der österreichischen Pfadfinderbewegung. Von den Anfängen bis zum Jamboree der Einfachheit (1912–1951). Wien 1971, OCLC 1100297278
- als Herausgeber mit Anna Coreth: Servitium pietatis. Festschrift für Hans Hermann Kardinal Groër zum 70. Geburtstag. Maria Roggendorf 1989, ISBN 3-900978-01-8
- Mutter Maria Morawska. Ein eucharistisches Leben. Maria Roggendorf 1993, OCLC 34424356
- Josef Kreiml,  Michael Stickelbroeck, Ildefons Manfred Fux,  Josef Spindelböck (Hrsg.): Der Wahrheit verpflichtet. Festschrift für em. Diözesanbischof Prof. Dr. Kurt Krenn zum 70. Geburtstag. Ares-Verlag, Graz 2006, ISBN 3-902475-24-2.
- Victor qvia victima. Wie man einen Bischof zu Fall bringt. Aachen 2015, ISBN 3-86417-040-0.